# Drum național 17B
Der Drum național 17B (rumänisch für „Nationalstraße 17B“, kurz DN17B) ist eine Hauptstraße in Rumänien.

## Verlauf
Die Straße zweigt bei Vatra Dornei vom Drum național 17 (Europastraße 58) ab und führt im Tal der Bistrița talwärts über Crucea, Broșteni und Borca nach Poiana Teiului (Neamț). Dort trifft sie am nordwestlichen Ende des Stausees Lacul Izvorul Muntelui auf den Drum național 15 und endet an diesem.
Die Länge der Straße beträgt rund 87 Kilometer.